# Jobsarboån

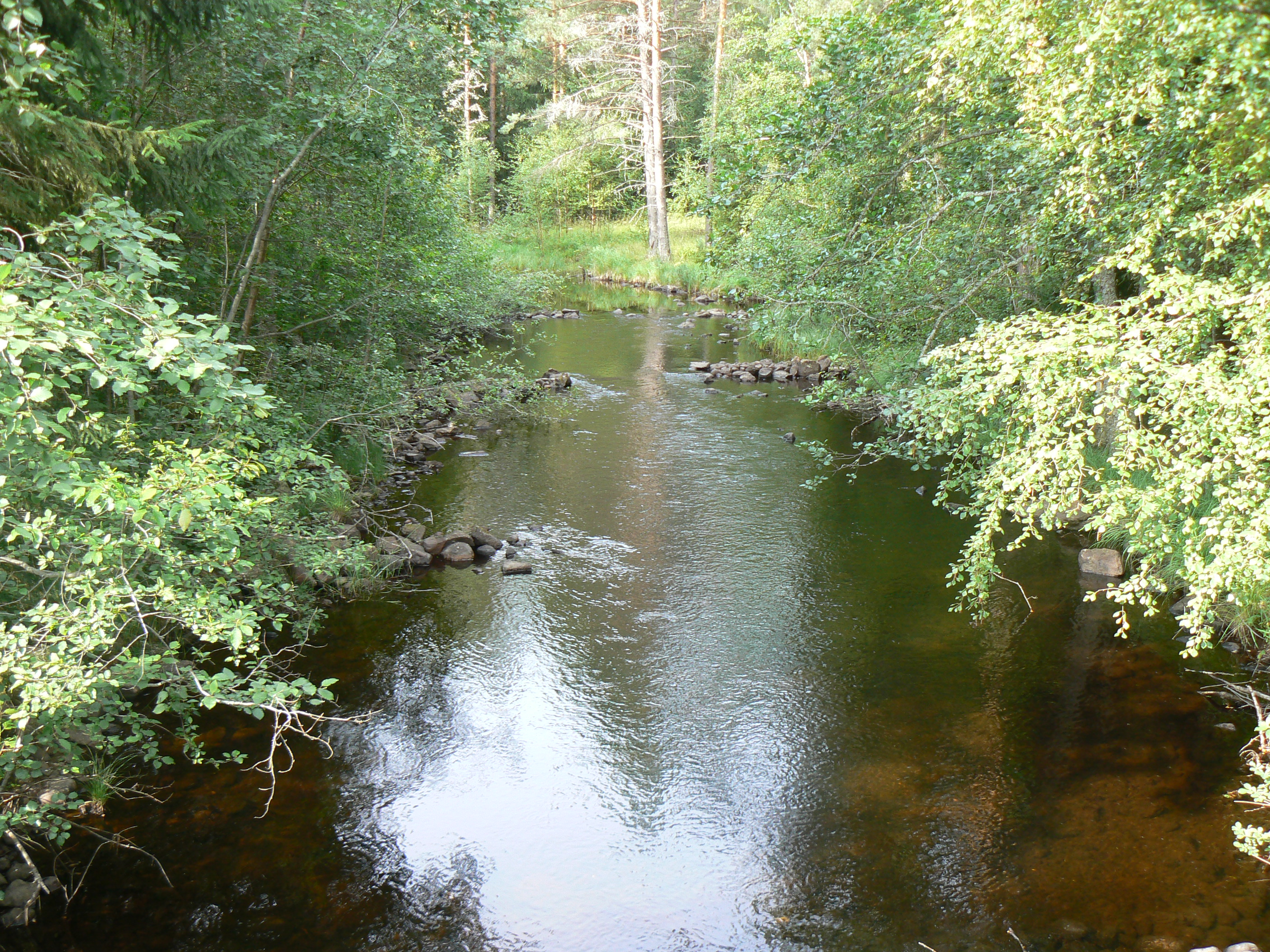
Jobsarboån vid Jobsarbo

Jobsarboån är en å i Leksands kommun. Den börjar i Lilla Kollsjön och rinner ut i Limån som mynnar i Siljan omkring sju kilometer väster om Siljansnäs. Kollsjöarna fylls på av Vådån och Forsån.